# Готфрид I (граф Блискастеля)
Готфрид I (нем. Gottfried I; ум. 1127 или позже) — первый граф Блискастеля. Сын Готфрида III, графа в Блисгау.
В документе, датированном 1098 годом, он или его отец указан как ‘’Godefridus comes de Castele’’ — граф Кастеля. Это первое историческое упоминание замка Кастель — будущего города Блискастель.

## Семья
Имя и происхождение жены не выяснены. Дети:
- Фольмар I (ум. 1179), граф фон Блискастель.
- Дитрих (ум. 1155/59) — граф Хюнебурга (унаследовал в 1133 г. от дяди — Фольмара), ландграф в Нижнем Эльзасе.
- Готфрид.
- Грегор, аббат Прюма (1171—1179).
- Лотарь, упом. 1175.
- дочь, любовница Генриха Льва.
- Гуго, упом. 1173.
- Фридрих (ум. 1131), первый граф фон Саарверден.